# Элейн Бенес
Эле́йн Мари́ Бе́нес (англ. Elaine Marie Benes) — персонаж и одна из четырёх главных героев культового американского телевизионного сериала «Сайнфелд», которую сыграла актриса Джулия Луи-Дрейфус. За исполнение роли Элейн Луи-Дрейфус получила широкое признание со стороны критиков и была удостоена премии «Золотой глобус» за лучшую женскую роль в телевизионном сериале — комедия или мюзикл, премии «Эмми» в номинации «Лучшая актриса второго плана в комедийном сериале», пяти Премий Гильдии киноактёров США. Элейн — квази-карьеристка, одержимая романтическими отношениями, она бывшая девушка и друг Джерри Сайнфелда, Джорджа Костанзы и Космо Крамера.

## Происхождение
В отличие от Джорджа, Джерри и Крамера, Элейн —  не уроженка Нью-Йорка, она выросла в Таусоне, Мэриленд, богатом пригороде Балтимора, и является фанаткой команды «Балтимор Ориолс». Она обучалась в частной женской школе, после окончания которой окончила бакалавриат Университета Тафтса в штате Массачусетс, где изучала французскую литературу.

## Личность
Громкая, неуклюжая, сексуально прогрессивная и очень милая Элейн разрушила все образы, которые мы привыкли ожидать от женщин на экранеМарианна Элоиза из Vulture, 
Элейн — один из самых умных персонажей сериала. В эпизоде «Кафе» (англ. «The Cafe») Элейн проходит за Джорджа тест на IQ, со второй попытки она получает 151 балл. СМИ также описывали её как самую дерзкую из героев «Сайнфелда».
Элейн — карьеристка с сильной трудовой этикой: в то время, как Крамер предпочитает не работать, а Джордж переходит из одной сферы в другую, Элейн хочет добиться успеха и пытается удержаться в одной отрасли.
Точный возраст Элейн никогда не назывался, сама она с явным лукавством говорит, что ей «чуть за двадцать», на момент начала съёмок Джулии Луи-Дрейфус было 28 лет. Считается, что она немного младше других героев.
В буклете Sony Pictures описывается как «привлекательная одинокая женщина, хорошо работающая, часто на что-то злящаяся».

## Создание
В отличие от трёх других главных героев, персонаж Элейн отсутствует в пилотном эпизоде.  Руководители NBC посчитали, что шоу слишком ориентировано на мужчин, и потребовали, чтобы Джерри Сайнфелд и Ларри Дэвид добавили в актёрский состав женщину в качестве условия для запуска шоу, как показано в комментариях к DVD первого и второго сезонов.
После того, как выяснилось, что Джерри Сайнфелд когда-то встречался с писательницей и комиком Кэрол Лейфер, возникли предположения, что героиня Элейн была основана на Лейфер, хотя позже это было в значительной степени опровергнуто. Лейфер, автор или соавтор ряда эпизодов сериала, сказала, что только некоторые элементы предыстории персонажа имеют отношение к ней, в частности то что она и Сайнфелд встречались и остались хорошими друзьями после расставания.  Однако Лейфер всё же окрестили как «настоящую Элейн».